# Quatuor Pražák

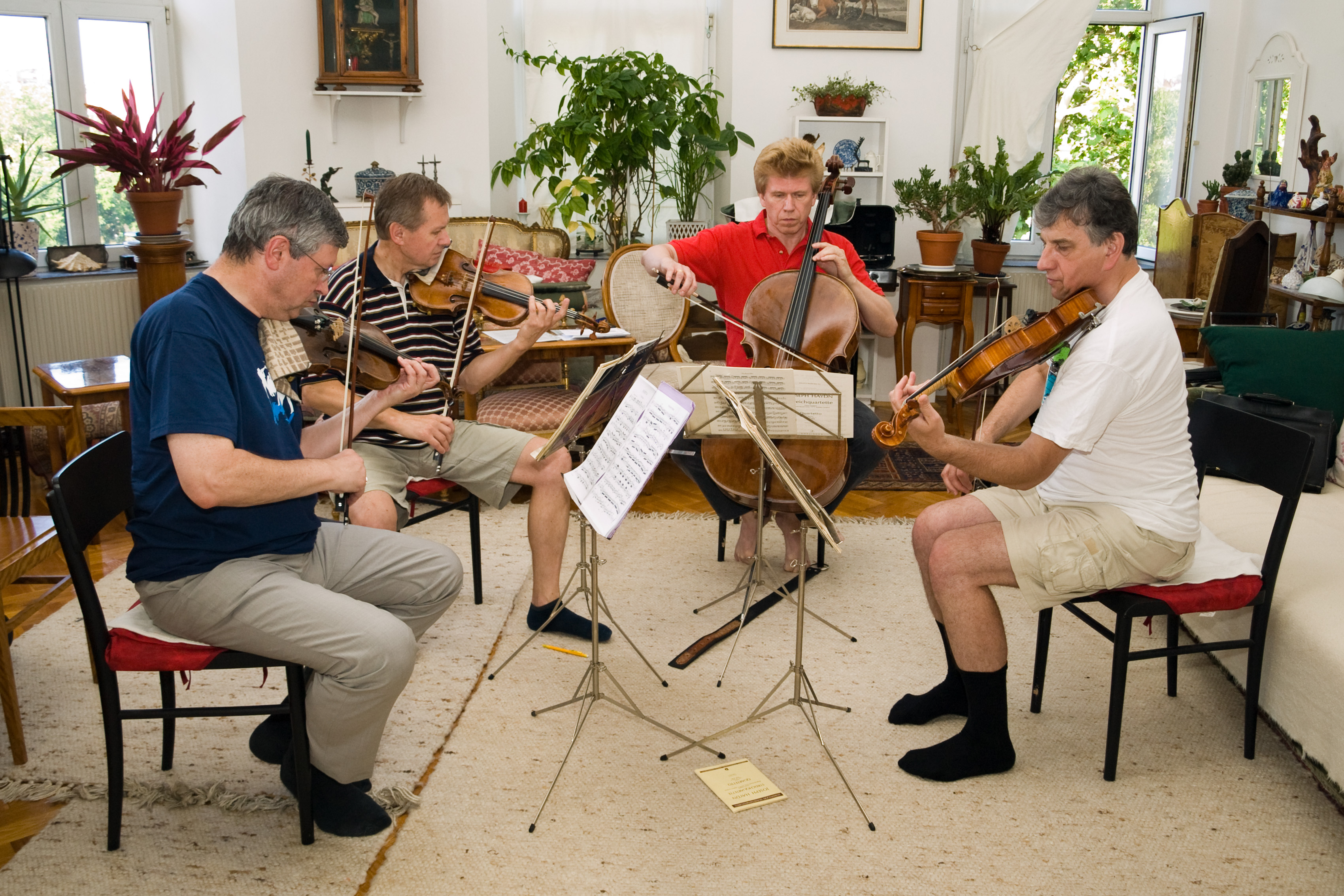
Quatuor Pražák (juin 2011)

Le quatuor Pražák ou de son vrai nom en tchèque Pražákovo kvarteto (souvent connu sous la dénomination de Pražák Quartet) est un quatuor à cordes tchèque, parmi les plus célèbres au monde. Il a été fondé en 1974 par Václav Remeš, Vlastimil Holek, Josef Klusoň et Josef Pražák, tandis que tous quatre étudiaient au Conservatoire de Prague de 1974 à 1978.
Le quatuor a remporté le premier prix du Concours international d'Évian en 1978, ainsi que le Festival du Printemps de Prague en 1979. Ses membres ont ainsi commencé leur carrière professionnelle, tout en poursuivant leurs études à l'Académie de Musique de Prague au sein de l'orchestre de chambre d'Antonín Kohout – violoncelliste du quatuor Smetana. Ils ont par la suite travaillé avec le quatuor Vlach, puis enfin à l'Université de Cincinnati, avec Walter Levin – leader du quatuor LaSalle. 
En 1986, Michal Kaňka succède à Josef Pražák au sein de la formation.
En 2010, Pavel Hůla succède à Václav Remeš. Hula dut par la suite être remplacé pour des raisons de santé par la violoniste Jana Vonášková-Nováková, membre du trio Smetana, absolvente du Royal College of Music de Londres.
De nos jours, le quatuor est toujours en activité, et donne de nombreux concerts en Europe et aux États-Unis. Son répertoire est large. Il s'étend de Borodine, Haydn, … à Schönberg ou encore Dusapin. Ses enregistrements sont l'exclusivité de Praga Digitals/Harmonia Mundi, et ont valu au quatuor de nombreuses récompenses dont le Grand Prix International du Disque et le Diapason d'Or.

## Discographie
- 10/1997 : Leoš Janáček, Quatuors à cordes N°1 (Sonate à Kreuzer) et N°2 (Lettres intimes) – Sonate pour violon et piano (avec Sachiko Kahayara, piano)
- 05/1998 : Alexander von Zemlinsky, Quatuors à cordes N°1 et N°4 opus 25
- 06/2000 : Alexandre Borodine, Quatuor à cordes N°2 – Sonate pour violoncelle – Quintette pour piano et cordes
- 01/2002 : Joseph Haydn, Quatuors Alouette opus 64/5, L'Empereur opus 64/5, Du soleil opus 20/6
- 09/2002 : Serge Prokofiev, Quatuor à cordes N°2, opus 92  – Ballade en do mineur – Adagio de Cendrillon – Sonate pour violoncelle et piano en do Majeur, opus 119
- 11/2002 : Antonín Dvořák, Quintettes pour piano et cordes opus 5 N°1 et opus 81 N°2
- 09/2003 : Franz Schubert, Quintette avec 2 violoncelles D956 – Quatuors D94
- 10/2003 : Wolfgang Amadeus Mozart, Quintette avec clarinette K581 – Trio des quilles K498
- 02/2004 : Wolfgang Amadeus Mozart, Quatuors prussiens K575, K589 et K590
- 04/2004 : Ludwig van Beethoven, Quatuors à cordes, opus 130 et 133
- 06/2004 : Erwin Schulhoff, Musique tchèque dégénérée, Volume 4 (compilation)
- 10/2004 : Antonín Dvořák, Les Cyprès B152 – Quatuor à cordes N°11, opus 61
- 08/2005 : Wolfgang Amadeus Mozart, Quintettes à cordes  – Quintette K593 et K516
- 09/2005 : Felix Mendelssohn, Octuor à cordes, opus 20 – Sextuor pour piano et cordes, opus 110 N°6
- 10/2005 : Ludwig van Beethoven, Les Quatuors à cordes (intégrale)
- 10/2005 : Johannes Brahms, Quintette avec piano opus 34 – Quatuor à cordes N°3, opus 67
- 10/2005 : Antonín Dvořák, Leoš Janáček, Bedřich Smetana, Les plus Célèbres Quatuors tchèques (compilation)
- 02/2006 : Johannes Brahms, Quatuor à cordes, opus 51 N°1 – Quintette avec clarinette, opus 115
- 06/2006 : Pavel Trojan, Radek Rejsek, Jindřich Feld…, Musique tchèque contemporaine Volume 5 (compilation)
- 08/2006 : Johannes Brahms, Quatuors à cordes n° 2 op.51 – Quintette à cordes op.111
- 09/2006 : Joseph Haydn, Quatuors à cordes, opus 76 N°2-4
- 09/2006 : Wolfgang Amadeus Mozart, Divertimento K251 – Quatuor K370 – Adagio K580a
- 09/2006 : Franz Schubert, Quintette la truite D581
- 03/2007 : Arnold Schönberg, La Nuit transfigurée opus 4 – Quatuor à cordes n° 4 op. 37